# ГЕС Yōngníng
ГЕС Yōngníng (邕宁水利枢纽) — гідроелектростанція на півдні Китаю у провінції Гуансі. Знаходячись між ГЕС Лаокоу та ГЕС Xījīn, входить до складу каскаду на річці Юцзян, котра впадає праворуч до основної течії річкової системи Сіцзян (завершується в затоці Південно-Китайського моря між Гуанчжоу та Гонконгом) на межі ділянок Qian та Xun.
В межах проекту Юцзян перекрили бетонною греблею довжиною понад півкілометра, яка утримує водосховище з об'ємом 710 млн м3 та нормальним рівнем води на позначці 67 метрів НРМ. В районі станції річка описує петлю довжиною біля 6 км, через основу якої проклали канал довжиною 2,9 км із облаштованим у ньому судноплавним шлюзом.
Інтегрований у греблю машинний зал обладнали шістьома бульбовими турбінами загальною потужністю 57,6 МВт, які забезпечують виробництво 221 млн кВт-год електроенергії на рік. При цьоум доступний їм напір становить лише кілька метрів, оскільки нормальний рівень наступного водосховища каскаду встановлений на позначці 63,6 метра НРМ (фактично у перші роки експлуатації не перевищував 62,1 метра НРМ).